# 메산네파다

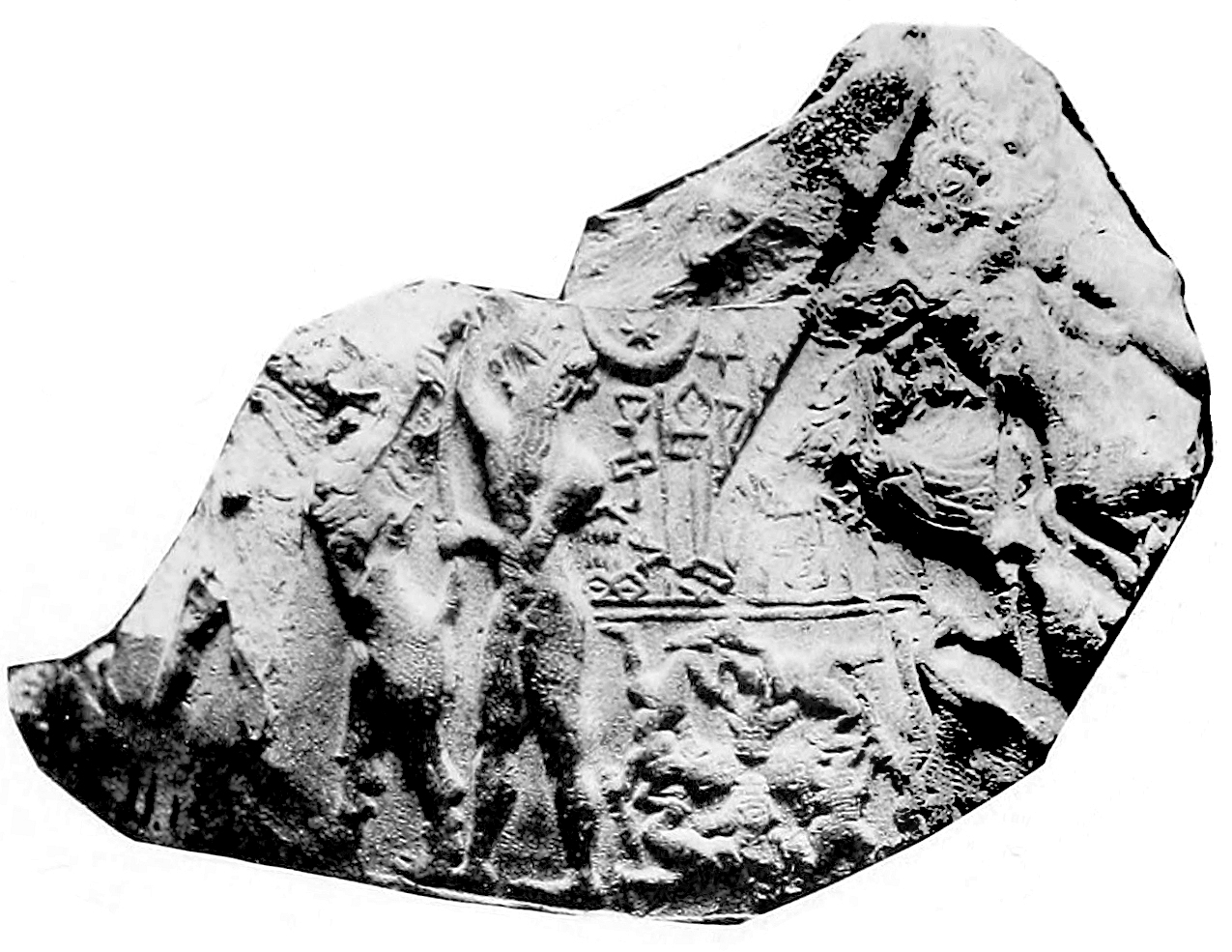

메산네파다(또는 메시안네파다, "하늘이 선택한 영웅",난네)는 우르 제1왕조의 첫 왕이었다.(ca. 기원전 25세기) 그는 80년간 지배하였다. 메산네파다는 키시의 메실림과 우루크의 루갈키툰을 정복하였다.
메산네파다는 마리의 왕에 선물을 주었다. 그리고 그의 아버지는 메스칼람두그였다. 우르의 왕족 묘지의 봉인에 메산네파다, 그의 전임자 메스카람두그, 아칼람두그 그리고 여왕 푸아비의 이름을 지니고 있는 것이 발견되었다.